# Reem Al Numery
Reem Al Numery (en arabe : ريم النميري) est une militante sociale yéménite qui agit pour les droits des enfants et contre leur mariage. Elle obtient, le 11 mars 2009, de la secrétaire d'État des États-Unis, Hillary Clinton, le Prix international de la femme de courage,.
Reem Al Numery est connue pour sa résistance au mariage des enfants. En 2010, alors âgée de 14 ans, elle est classée par le Time magazine, parmi les 100 personnes les plus influentes au monde.

À 12 ans, à la fin de son année scolaire, Reem Al Numery est contrainte d'épouser son cousin âgé de 30 ans :  il n'existe pas d'âge légal minimum au Yémen. Elle refuse cette union et est ligotée et bâillonnée par son père pour la cérémonie. Elle décrit au consul des États-Unis comment son mari la viole, afin de consommer le mariage. Au bout d'une semaine, elle décide de divorcer évoquant le fait qu'elle est battue et enchaînée : en raison de son jeune âge, il lui est affirmé qu'elle ne peut divorcer. Après deux tentatives de suicide et l'attention internationale pour son histoire, elle obtient, finalement, au bout de deux ans, le divorce accordé par un juge yéménite. À la suite de l'affaire de Reem Al Numery, l'âge légal minimum pour se marier au Yémen est fixé à 17 ans.

## Sources
- (en) Cet article est partiellement ou en totalité issu de l’article de Wikipédia en anglais intitulé « Reem Al Numery » (voir la liste des auteurs).